# Le avventure dell'ultimo Abenceragio
Le avventure dell'ultimo Abenceragio è una novella pubblicata solamente dopo venti anni dalla sua ultima stesura dello scrittore francese François-René de Chateaubriand.
Lo stesso autore, nelle note introduttive giustifica questa lunga attesa, addebitandola alla intricata situazione politica europea degli inizi del XIX secolo.

## Trama
Il racconto è anche un pretesto - come scrisse lo stesso autore nella sua prefazione - a trattare delle motivazioni che spinsero i popoli Zegris, di origine berbera, e gli Abenceragi, con le loro innumerevoli ostilità, a partecipare attivamente allo sviluppo storico dell'Andalusia, dall'invasione del XIII secolo da parte delle forze musulmane fino alla riconquista avvenuta il 2 gennaio 1492, con l'espulsione dell’ultimo dei governanti moreschi.
I protagonisti sono i due rappresentanti delle casate più in vista in quegli anni, con il difetto di essere per lo più nemiche: da una parte Bianca, discendente addirittura del condottiero spagnolo dell'XI secolo El Cid, già vincitore dei Mori, e dall'altra Aben-Hamet, erede degli Abenceragi, signori di Granata.
La narrazione non si sofferma tanto sui riferimenti storici o sugli episodi guerreschi, quanto sulla intricata e sofferta passione amorosa, dolorosa e tormentata, dei due protagonisti, impossibilitati a un'unione a causa delle insormontabili clausole religiose. Oltre alla fede, altri elementi concorrono all'intreccio, quali la tradizione, la famiglia e la Patria.
Il loro amore è destinato a fallire, e della protagonista si perderanno lentamente le tracce, mentre del suo amoroso rimarrà una tomba indicata dai turisti come quella dell'ultimo valoroso degli Abenceragi.

## Edizioni italiane
- Atala, Renato, L'ultimo degli Abencerragi, nuove versioni a cura di Giuseppe Bergamino, a cura di Erminio Robecchi-Brivio, Collana "Resurgo" n.4, Torino, Casa Editrice A.B.C., 1932.
- Atala, Renato, Le avventure dell'ultimo degli Abenceragi, a cura di Carlo Bernardi, Collana I Grandi Scrittori Stranieri n.55, Torino, UTET, 1935.
- Atala - Renato - Le avventure dell'ultimo Abenceragio, Collana BUR n.169-170, Milano, Rizzoli, 1950.
- L'ultimo Abencerage, introduzione, trad. e note di Jole Pascarelli, Collana I Maestri n.26, Edizioni Paoline, 1957.
- Le avventure dell'ultimo degli Abenceragi, a cura e con la trad. di Pietro Toffano, Collezione Letteratura universale, Venezia, Marsilio, 1993, ISBN 978-88-31-75793-5.
- Filippo Maria Battaglia (a cura di), Le avventure dell'ultimo degli Abenceragi, Collana I Picci One, Milano, Mursia, 2009, ISBN 978-88-42-54418-0.